# Cseh irodalom
A cseh irodalom alatt a cseh nyelven írt irodalmi (szépirodalmi, történelmi, tudományos, teológiai stb.) műveket értik.
A cseh irodalom periódusai
1. Husz János fellépéséig (863–1310)
2. Husz János fellépésétől II. József uralkodásáig
  1. gótikus (1310–1434)
  2. reneszánsz (1434–1620)
  3. barokk (1620–1729)
  4. felvilágosodásig tartó időszak (1729–1773)
3. II. József uralkodásától 
  1. nemzeti megújhodás (1773–1848)
  2. modern (1848–1938)
  3. totalitárius (1938–1989)
  4. posztmodern (1989-től napjainkig)

## Középkor és reneszánsz
- Husz János (1371–1415)
- Comenius (1592–1670)

## Felvilágosodás és 19. század
- Frantisek Palacky (1798–1876)

## 20. századi cseh irodalom
1900–1945
- Otokar Březina
- Karel Hlaváček
- Antonín Sova
- Viktor Dyk
- Egon Bondy
- Fráňa Šrámek
- Vilém Mrštík
- Jiří Mahen
- Marie Pujmanová
- Rudolf Těsnohlídek
- Růžena Svobodová
- Franz Kafka
- Ivan Olbracht
- Marie Majerová
- Marie Pujmanová
- Jindřich Hořejší
- Alexandr Hořejší
- Josef Hora
- Jaroslav Hašek (1883–1923)
- Julius Fučík

Az expresszionizmus képviselői: 
- Karel Čapek (1890–1938), Josef Čapek, Vladislav Vančura, Jiří Wolker, Ivan Blatný

A legionárius irodalom képviselői: 
- Rudolf Medek, Josef Kopta, František Langer, Václav Kaplický, Jaroslav Kratochvíl

Skupina 42 csoport: 
- Hanuš Bonn, Hanuš Fantl, Viktor Fischl, Jiří Kolář, Josef Kainar, Ivan Blatný, Karel Poláček, Eduard Bass, Jan Weiss, Karel Nový, Zdeněk Němeček, Egon Hostovský, Vojtěch Martínek, Jaroslav Havlíček, Božena Benešová, Jakub Deml, Jaroslav Durych

A katolikus irodalom alakjai: 
- Jan Čep, František Křelina, Jan Zahradníček

1945–2006
1945–1948
- František Halas, Vladimír Holan, František Hrubín, Jan Zahradníček, Vladimír Vokolek; Jan Drda
- Jan Slavík, Edvard Valenta

1948–1956
- Václav Kopecký, Zdeněk Nejedlý, Ladislav Štoll
- Jaroslav Seifert, Karel Teige
- Marie Dušková, Otto Ježek, Jiří Havel
- Stanislav Neumann, Jiří Stano, Lenka Hašková, Zdeněk Pluhař, Alexej Pludek
- Milan Kundera, Miroslav Červenka, Karel Šiktanc, Pavel Kohout, Jiří Šotola, Ludvík Aškenazy
- nem politikus irodalom: Miroslav Florian
- Jarmila Loukotková, Karel Ptáčník
- katolikus irodalom: Jan Zahradníček, František Daniel Merth
- Milada Součková, Egon Hostovský, Ivan Blatný, Viktor Fischl
- drámairodalom: Ladislav Bublík, Vašek Káňa
- František Rachtík (Hra o Janu Žižkovi s předjitří"), Milan Jariš ("Boleslav I.", "Patnáctý březen"), Vojtěch Cach ("Mostecká stávka", Pevnost na severu")
- Vratislav Blažek

1956–1968
- Ladislav Štoll
- irodalmi lapok: Nový život, Červený květ, Tvář, Sešity.
- Josef Brukner, Miroslav Florian, Miroslav Holub, Karel Šiktanc, Jiří Šotola
- Jaroslav Boček, Miroslav Červenka, Josef Vohryzek
- Jiří Brabec
- Ladislav Fuks, Ivan Klíma, Karel Ptáčník, Ludvík Vaculík
- Eduard Petiška
- Jan Skácel, Jan Trefulka
- 1964-ben újonnan megjelenő írók: Milan Jungmann, Ivan Klíma, Karel Kosík, Milan Kundera, Ludvík Vaculík.
- a Kúlturný život (Pozsony) cseh írói: Laco Novomeský, Ladislav Mňačko, Dominik Tatarka, Milan Hamada kritikus.
- színház, dráma: Jan Patočka, Jan Grossman
- František Křelina, Karel Pecka, Václav Renč, Josef Kostohryz, Bedřich Fučík,
- Bohumil Hrabal, Vladimír Holan, Oldřich Mikulášek, Jan Skácel, Laco Novomeský, Josef Kainar, Václav Kaplický, Oldřich Daněk
- próza: Josef Škvorecký, Ludvík Aškenazy, Jan Trefulka, Ivan Klíma, Jan Otčenášek, Arnošt Lustig, Jiří Weil
- dráma: Milan Jaris, Vratislav Blažek, Karel Michalek, Josef Topol, František Hrubín, Milan Kundera, Václav Havel, Alfréd Radok – a Laterna magika képviselője.
- forgatókönyvek: Václav Havel, Miloš Forman a Ján Roháč.
- Liberci Studio Ypsilon alkotói: Karel Novák, Jan Schmid
- emigráns irodalom: Jan Beneš – 1967-72 között, Pavel Tigrid, Egon Hostovský, Jan Čep.

1968–1989
- Ludvík Vaculík
- irodalmi lapok: Tvář, Listy, Host do domu, Impuls, …
- hivatalos irodalom : Jan Kozák, Miroslav Válek.
- a 70-es évek írói: Karel Boušek, Miroslav Florian, Zdena Frýbová, Karel Milota, Mikuláš Medek, Jan Otčenášek, Vladimír Páral, Petr Prouza, Josef Peterka, Josef Rybák, Ivan Skála, Vojtěch Steklač, Valja Stýblová, Karel Sýs, Ladislav Štoll, Jaromír Tomeček, Felix Vodička, Vilém Závada, Stanislav Zedníček, Jiří Žáček.
- kiemelkedő alkotó: Bohumil Hrabal
- dráma, színházak: Divadlo Járy Cimrmana, Husa na provázku, Hadivadlo, Sklep, Karel Steigerwald, Dana Fischerová.
- humor és szatíra: Karel Bradáč, Václav Lacina.
- emigráns cseh irodalom: Daniel Strož, Antonín Petr Pašek

Karel Michal, Karol Sidon,
- a korszak írói: Ludvík Aškenazy, Jaroslava Blažková, Antonín Brousek, Josef Jedlička, Pavel Kohout, Jiří Kolář, Jan Křesadlo, Milan Kundera, Věra Linhartová, Arnošt Lustig, Ladislav Mňačko, Peter Repka, Josef Škvorecký
- Szamizdat irodalom: Ludvík Vaculík, Jan Vladislav, Václav Havel és Jan Lopatka, a Charta 77 szerzői: Jaromír Hořec, Vladimír Pistorius
- kritikai irodalom: František Kautman, Josef Vohryzek, Jan Lopatka, Karel Palek, Luboš Dobrovský és Miloš Rejchrt
- a 80-as évek írói: Petr Placák, Ivan Binar, Zuzana Brabcová, Jiří Brabec, Václav Černý, Miroslav Červenka, Vratislav Effenberger, Bedřich Fučík, Jiří Gruša, Jiřina Hauková, Václav Havel, Ladislav Hejdánek, Bohumil Hrabal, Jaroslav Hutka, Václav Jamek, Ivan Martin Jirous, Emil Juliš, Eva Kantůrková, Svatopluk Karásek, Pavel Kohout, Milan Koch, Iva Kotrlá, Jiří Kratochvil, Eda Kriseová, Pavel Landovský, Sergej Machonin, František Pavlíček, Karel Pecka, Sylvie Richterová, Zdeněk Rotrekl, Pavel Řezníček, Karol Sidon, Jiří Suchý, Karel Šiktanc, Milan Šimečka, Pavel Švanda, Jan Trefulka, Vlastimil Třešňák, Milan Uhde, Zdeněk Urbánek, Ivan Wernisch
- dráma, színház: Václav Havel, Pavel Kohout, Ivan Vyskočil, Jan Vodňanský, Petr Skoumal
- Karel Plíhal, Jiří Dědeček, Vladimír Merta

## Könyvek
- Domček István: A csehszlovák irodalom története – Bratislavai tanitói nostr. tanfolyamon tartott előadásai nyomán, "Academia" Könyvkiadó, Bratislava, é. n. 1920-as évek?, 126 p.
- Szalatnai Rezső: A cseh irodalom története, Gondolat Kiadó, Budapest, 1964, 364 p.
- Dobossy László: A cseh irodalom kistükre, Európa, Budapest, 1990. 414 oldal · ISBN 9630749459
- Hankó B. Ludmilla – Heé Veronika: A cseh irodalom története – A kezdetektől napjainkig, Magyarországi Eszperantó Szövetség, Budapest, 2003, ISBN 9635714688, 968 p.
- Dobossy László: A cseh irodalom kistükre, Európa, Budapest, 1990. 414 oldal ISBN 9630749459